# ゴールデンアックスIII
『ゴールデンアックスIII』（ゴールデンアックス スリー、GOLDEN AXE III）は、1993年6月25日にセガより発売されたメガドライブ専用のベルトスクロールアクションゲームである。

## 概要
前作『ゴールデンアックスII』（1991年）からおよそ1年半後に本作は発売された。
前作の発売後にアーケードゲームとして『ゴールデンアックス デスアダーの復讐』（1992年）が発表されたが、同作は家庭用ゲーム機には移植されず、本作は家庭用ゲーム機オリジナルの新作として制作された。
2007年9月4日にWiiのバーチャルコンソール対応ソフトとして配信が開始された。

## ゲーム内容
本作では前2作からプレイヤーキャラクターは一新されている。また、アックス＝バトラーとティリス＝フレアは登場せず、ギリウス＝サンダーヘッドのみ冒頭のシーンでプレイヤーに指示を出す役割として登場している。
ステージ構成は前2作のような一本道でなく、『ゴールデンアックス デスアダーの復讐』のように分岐点が存在する。

### システム
4体のプレイヤーキャラクターから1体（2人同時プレイ時は2体）を選んでプレイするが、選ばれなかったプレイヤーキャラクターは敵に洗脳されてステージボスとして登場する（これに関しては後述する）。
前作と比較して攻撃方法が変更されており、ダッシュ攻撃やジャンプ攻撃の他にコマンドを入力することで特殊攻撃が可能となった。また、2人同時プレイ時には協力攻撃も可能となっている。
魔法による攻撃時も2人での合体魔法など演出面が強化された。
本作では前作の「DUEL MODE」に代わり「VS. MODE」が追加され、COM戦では自分が選んだキャラクターを含めた5体のキャラクターと対決する。

## 設定

### ストーリー
二度にわたるゴールデンアックスを巡る戦いの経験から、ゴールデンアックスが三度悪用されないように、神々に返すことを決意したギリウスは、道中で突然の大嵐に見舞われ、ゴールデンアックスを失ってしまう。
ゴールデンアックスを探す旅に出たギリウスは、スプラッシュ・ヒル王国の民が、突如現れた謎の魔王ダムド＝ヘルストライクによって蹂躙されていることを知り、ゴールデンアックスの仕業であることを確信する。ギリウスは、老いた自分に代わり、人々を救える新たな勇者を探し求めた。
やがて、彼の前に4人の勇者たちが集い、今一度、ゴールデンアックスを巡る戦いの火ぶたが切られる。

### ステージ構成
全8ステージ構成だが、2〜6までのステージは2種類あり、前ステージの分岐の選択により変化する。ステージ8にたどり着いた時点で1度でもコンティニューしている場合は、ラスボスを倒した後にそっけないエンディングが流れる。ステージ8にたどり着いた時点で1度もコンティニューしていない場合は（ステージ8でのコンティニューは何度でもOK）、ラスボスを倒した後に真ラスボスが現れ、真ラスボスを倒すとプレイヤーはゴールデンアックスを携えて帰還し、スタッフロールが流れる。
| No. | ステージ名                        | 概要                                                   | ボスキャラクター        |
| --- | --------------------------------- | ------------------------------------------------------ | ----------------------- |
| 1   | THE VAST FIELD （広大な原野）     | 荒野のステージ。イーヴが登場するが、戦闘はせずに去る。 | コルベット              |
| 2-A | ANCIENT MOUND （古代の塚）        | 古代の遺跡の中を進むステージ。                         | デッド・フレーム (×4)   |
| 2-B | TENDER HAMLET （虚弱な村落）      | 村落のステージ。                                       | プレイヤーキャラクター  |
| 3-A | DIM JUNGLE （薄暗い密林）         | 森林のステージ。                                       | ムスタング (×2)         |
| 3-B | CAVE OF CRYSTAL （水晶の洞窟）    | 水晶で出来た洞窟のステージ。                           | エゴ・イル・シープ (×2) |
| 4-A | THE SCORCHING SAND （焦土の砂漠） | 砂漠のステージ。                                       | エゴ・イル・シープ (×2) |
| 4-B | BLOODY STREET （血まみれの道）    | 荒廃した街のステージ。                                 | プレイヤーキャラクター  |
| 5-A | DEATH MOUNTAIN （死の山）         | 断崖絶壁の山のステージ。                               | イーヴ                  |
| 5-B | A VOYAGE TO CASTLE （城への航海） | 船のステージ。                                         | イーヴ                  |
| 6-A | RIDE THE WHIRLWIND （旋風に乗る） | 巨大な鳥の上で戦うステージ。                           | ムスタング(×2)          |
| 6-B | CURSED CITY （呪われた都市）      | 荒廃した都市のステージ。                               | プレイヤーキャラクター  |
| 7   | THE GATE OF FATE （運命の門）     | 城を目前にしたステージ。                               | イーヴ                  |
| 8   | IN THE CASTLE （城内）            | ダムド＝ヘルストライクのいる城の中のステージ。         | ダムド＝ヘルストライク  |

## キャラクター

### プレイヤーキャラクター
カイン＝グリンダー
バトルソードを使う傭兵。水の魔法を使用する。魔軍の襲撃により親友と一族を殺された仇を探すべく、各地を傭兵として転戦していた際にギリウスの呼びかけを聞きつけ、復讐の為に立ち上がる。
サラ＝バーン
青龍刀を使う女戦士。炎の魔法を使用する。元は旅芸人一座の踊り子だったが、魔族軍の襲撃を受け殺された一座の仲間達の仇を取る為に立ち上がる。
プラウド＝クラッガー
素手で戦う巨人。4人の中で最も攻撃力が高い。岩の魔法を使用する。魔軍により地下に幽閉されていたところをギリウスに救われ、打倒ダムドに力を貸す事になる。
クロノス＝“イビル”＝レート
魔王によって姿を変えられてしまった獣人。霧の魔法を使用する。元は人間であり、元の姿に戻る為に打倒ダムドの戦いに身を投じる事になった。

### 敵キャラクター
スピアーマン
槍を持った兵士。
クラブマン
棍棒を持った兵士で、太った小男。
バニティー
チェーンハンマーを持った女兵士。
コルベット
全身を鎧に包んだ騎士。剣と盾を所持している。
デッド・フレーム
全身が骨だけで出来たモンスター。両刃鎌と盾を所持している。
ムスタング
巨大なハンマーを持った巨人。
エゴ・イル・シープ
羊の頭に4本の腕を持つ巨大な獣人。
イーヴ
魔王ダムドの僕の鳥人。ゲームを進めていくと正体が判明する。
VS. MODEでは使用キャラクターとして登場する。
ダムド＝ヘルストライク
最終ボスの巨人。ギリウスからゴールデンアックスを奪い、世界を支配しようとする。素性は謎に包まれており、正体は不明である。

## 移植版
| No. | タイトル                            | 発売日                                           | 対応機種                                           | 開発元                   | 発売元 | メディア | 型式                                                                           | 売上本数 | 備考                                                                             |
| --- | ----------------------------------- | ------------------------------------------------ | -------------------------------------------------- | ------------------------ | ------ | --- | ------------------------------------------------------------------------------ | -------- | -------------------------------------------------------------------------------- |
| 1   | セガジェネシスコレクション          | 2006年11月16日 2007年2月2日                      | PlayStation 2 PlayStation Portable                 | Digital Eclipse Software | セガ   | PS2:DVD-ROM PSP:UMD | -                                                                              | -        |                                                                                  |
| 2   | ゴールデンアックスIII               | 2007年9月4日 2007年10月22日 2007年10月5日        | Wii                                                | セガAM第7研究開発部      | セガ   | ダウンロード （バーチャルコンソール）                                                                                    | -                                                                              | -        |                                                                                  |
| 3   | Sonic's Ultimate Genesis Collection | 2009年2月10日 2009年2月20日                      | PlayStation 3 Xbox 360                             | Backbone Entertainment   | セガ   | PS3:Blu-ray Disc XB360DVD-ROM                                                                                            | PS3: BLUS-30259 BLES-00475                                                     | -        | メガドライブ版の第1・2・3作を収録 日本国外での発売のみ、日本用機器でも動作は可能 |
| 4   | ゴールデンアックスIII               | 2011年5月11日 2011年5月12日                      | iPhone iPod touch (iOS)                            | セガAM第7研究開発部      | セガ   | ダウンロード | -                                                                              | -        |                                                                                  |
| 5   | GOLDEN AXE III                      | 2012年5月2日                                     | Windows                                            | セガAM第7研究開発部      | セガ   | ダウンロード (Steam) | -                                                                              | -        |                                                                                  |
| 6   | Sega Genesis Classics               | 2018年5月29日 Switch 2018年12月7日 2018年12月6日 | Linux macOS PlayStation 4 Xbox One Nintendo Switch | d3t セガ                 | セガ   | ダウンロード (Steam、PlayStation Store、 Microsoft Store、 ニンテンドーeショップ) BD-ROM Nintendo Switch専用ゲームカード | PS4: CUSA-10828 CUSA-09771 XBO: INL-SE10663080 Switch: HAC-P-AQGKB HAC-P-AQGKA | -        | メガドライブ版の移植                                                             |

## 音楽
サウンドトラック
- 『ゴールデンアックス ザ ミュージック』
2008年2月21日、ウェーブマスター。
本作の他に、『ゴールデンアックス』（アーケード、メガドライブ版）、『ゴールデンアックスII』、『ゴールデンアックス デスアダーの復讐』、『ゴールデンアックス ザ デュエル』の音源を収録している。

## スタッフ
- メイン・プランナー：FUZZY（藤井一馬）
- プランナー：IIZ（飯塚隆）
- キャラクター・デザイン：WARUKATTA、Shige.D.O.R.（岡田茂）、Rouly.S.Kine（杵村史朗）
- 背景デザイン：Shige.D.O.R.（岡田茂）、Matsu G、SANT、NINJYAMAN
- メイン・プログラム：TAKUBON
- プログラム：ZAN/Marucchi、K.M
- サウンド・プログラム：BO（上保徳彦）
- 音楽、サウンド・エフェクト：N.H（幡谷尚史）、RYUNOSUKE（前田龍之）、LOTTY（小黒晴代）、T.S（澤田朋伯）
- メッセージ：JAMES
- パッケージ、マニュアル：AYANOKAMI、F.HAMSTER
- スペシャル・サンクス：TODOROKI TAIYO、VIRTUAL SUTO、ALL TEST PLAYERS

## 評価
- ゲーム誌『ファミコン通信』の「クロスレビュー」では8・5・6・7の合計で26点（満40点）となっている[7]。

- ゲーム誌『メガドライブFAN』の読者投票による「ゲーム通信簿」での評価は以下の通り20.3点（満30点）となっている[9]。

| 項目 | キャラクタ | 音楽 | お買得度 | 操作性 | 熱中度 | オリジナリティ | 総合 |
| 得点 | 3.5        | 3.3  | 3.3      | 3.5    | 3.5    | 3.1            | 20.3 |

- ゲーム本『メガドライブ大全』（2004年、太田出版）では、「前作よりもキャラが小さく、見た目はパッとしないが、足払いや大攻撃、コマンド入力による遠距離攻撃が追加され、操作面では進歩をとげている。魔法もキャラごとに差別化し、2人プレイ時には、ダブル攻撃や合体魔法が炸裂。ルート分岐もあり、海や地下、空に砂漠と、遊ぶたびに変化に富んだ風景が楽しめる。BGMの音色も澄んでいていい」と評している[11]。